# Biotopo Monte Brione
Il biotopo monte Brione è un'area naturale protetta nella provincia autonoma di Trento (Trentino-Alto Adige) istituita nel 1992. Occupa una superficie di 66,28 ha sul monte Brione. Dal 1995 fa parte della rete dei siti di interesse comunitario Natura 2000. Dal 2013 è gestito dal Parco fluviale della Sarca.

## Fauna
Numerosa l'avifauna che comprende alcune specie più tipicamente mediterranee e quindi molto rare nel Trentino, alcune di queste nidificano sulle pareti rocciose come il passero solitario (Monticola solitarius) e il codirossone (Monticola saxatilis), altre sono avvistabili tra la vegetazione arbustiva come ad esempio l'occhiocotto (Sylvia melanocephala). Tra i rapaci abitanti del Biotopo e dei suoi pendii vi sono il biancone, il falco pellegrino, tipico delle falesie e zone rocciose, il lanario, il falco pecchiaiolo, il nibbio bruno ed il gheppio. Presenti anche specie quali il molosso di Cestoni, l'istrice, il cinghiale, il capriolo, la faina, lo scoiattolo, la volpe, il topo dal collo giallo, il topo quercino, il biacco, la vipera e la natrice nelle radure, macchie e boschi del parco. Infine, tra gli invertebrati meritano una menzione il raro cerambice delle querce italico (Cerambyx cerdo), e la più diffusa Rosalia alpina.

## Flora
Tra la flora si trovano alcune specie rare, come l'ilatro, l'alloro, il pungitopo e numerose specie di orchidea spontanee. Il monte Brione è caratterizzato da boschi di caducifoglie (Ostrya carpinifolia) e sclerofille sempreverdi (Quercus ilex) e aree interamente ricoperte di macchie di olivo, leccio e orniello, mentre la vegetazione arbustiva e prativa prevalente è tipica mediterranea con specie quali ginestra, ginepro fenicio, rosmarino, cisto di Montpellier, lentisco arbustivo, sparzio villoso, corbezzolo arbustivo, erica e mirto.